# بی‌دی-۴ بد
بی‌دی-۴ بد (به انگلیسی: Bede_BD-4) یک هواگرد ملخ‌پیشین تک‌موتوره از نوع ترابری ساخت شرکت Bedecorp for هواپیمای دست‌ساز است. هواگرد بی‌دی-۴ بد نخستین پروازش را در ۱۹۶۸ میلادی انجام داد. این هواگرد در سال ۱۹۶۸ میلادی رسماً معرفی گردید.
طراح این هواگرد، Jim Bede بود.